# 寬帶裸胸鱔
寬帶裸胸鱔，又稱寬帶裸胸鯙、錢鰻、薯鰻、虎鰻，為輻鰭魚綱鰻鱺目鯙亞目鯙科的其中一種，分布於印度太平洋，從紅海、東非至夏威夷群島、土阿莫土群島，北起琉球群島，南迄澳洲大堡礁海域，棲息深度1-40公尺，體長可達80公分，為底棲性魚類，生活在潟湖及向海礁坡，夜間覓食，屬肉食性，以甲殼類及魚類為食，具侵略性，可作為觀賞魚。

## 擴展閱讀
維基物種上的相關：寬帶裸胸鱔